# SB alt 23
Die Dampflokomotiven der Reihe 23, ab 1864 Reihe 29 waren Güterzug-Schlepptenderlokomotiven der k.k. privilegierten Südbahn-Gesellschaft. Die GKB 671 ist mit Baujahr 1860 eine der ältesten betriebsfähig erhaltenen Dampflokomotiven der Welt.

## Geschichte
Die Vorläuferbahnen der Südbahn hatten einen sehr uneinheitlichen Bestand an Güterzuglokomotiven. Die Südbahn ließ daher in ihrer Konstruktionsabteilung eine dreifach gekuppelte Güterzuglokomotive nach Vorbild der französischen „Bourbonnais“ entwickeln. Im Gegensatz zu dieser besaß die Neukonstruktion einen Außenrahmen und Hall´sche Kurbeln an den Achsen.
Die Serie erhielt zunächst die Reihenbezeichnung 23, ab 1864 29.
Die Lokomotivfabrik der StEG lieferte 1860 20 Stück, die sich so gut bewährten, dass bis 1872 von dieser Fabrik, der Wiener Neustädter Lokomotivfabrik und der Maschinenfabrik Esslingen insgesamt 205 Stück gebaut wurden. Auch für die Mohacs-Fünfkirchner Bahn und die Mährische Grenzbahn wurden diese einfachen Maschinen gebaut, der Kaiser Ferdinands-Nordbahn dienten sie als Vorbild für eine eigene Type (spätere kkStB 149).
Im Laufe der Zeit gab es natürlich diverse Umbauten: ab 1861 erhielten die Lokomotiven Führerhäuser, in den 1880er Jahren Saugluftbremsen mit Schalldämpfer, auch erfolgten Neubekesselungen und weitere Änderungen. Einige Exemplare verloren ihren markanten Kegelrauchfang, auch „Südbahn-Stanitzel“ genannt.
Nach der Verstaatlichung 1924 erhielten die Österreichischen Bundesbahnen (damals BBÖ) 47 Stück, die sie als Reihe 49 einordnete.
Die JDŽ in Jugoslawien bezeichneten die übernommenen Lokomotiven als Reihe 124.
Die Ungarischen Staatsbahn (MÁV) ordneten ihre Lokomotiven in die Reihe 332, die italienischen FS in die Reihe 193.
Nach dem Anschluss Österreichs teilte die Deutsche Reichsbahn den Lokomotiven die Baureihenbezeichnung 53.71 und die Ordnungsnummern 7111 bis 7116 zu.

### Verbleib

#### ÖBB
Nach dem Zweiten Weltkrieg übernahmen die ÖBB von den in Österreich verbliebenen Maschinen der Deutschen Reichsbahn mit der 153.7114 nur eine einzige in ihren Betriebsbestand. Sie bekam die neue Nummer 53.7114, schied aber schon 1953 aus. Die Lokomotive blieb jedoch erhalten und war Denkmal vor den ÖBB-Direktionen in Linz und Innsbruck, verlor jedoch ihren Tender und die Kesselverkleidung und steht heute in mäßigem Zustand im Eisenbahnmuseum Strasshof.

#### GKB
Die BBÖ hatten in den 1920er Jahren einige Maschinen an die Graz-Köflacher Bahn (GKB) verkauft. Eine davon, die Lokomotive 671, ist mit kleinen Umbauten wie etwa Druckluftbremse, dank einer Baustein-Aktion der Steirischen Eisenbahnfreunde noch heute betriebsfähig. Als 2001 aufwendige Instandsetzungen zum Bestehen einer Hauptuntersuchung erforderlich waren, wurde besagte Bausteinaktion gestartet und, um weitere Fördermittel dafür zu akquirieren, ein Antrag, die Lok unter Denkmalschutz zu stellen, eingereicht und 2002 bewilligt. Sie ist mit ihrem Baujahr 1860 die dienstälteste Dampflokomotive der Welt, die (abgesehen von Instandsetzungsarbeiten) ohne Unterbrechung in Betrieb stand (Die Lok Fairy Queen der East Indian Railway ist fünf Jahre älter, war jedoch zwischenzeitlich längere Zeit nicht betriebsfähig abgestellt). Sie wird mehrmals im Jahr angeheizt und bei Sonderfahrten eingesetzt.
In Ungarn waren die Lokomotiven auf den Strecken Budapest–Nagykanizsa, Pécs–Barcs und Pécs–Mohács eingesetzt. Die Lokomotive 674 der GKB kam im Rahmen eines Loktausches von der ÖBB-Werkstätte Mürzzuschlag nach Ungarn, nachdem sie zuvor dort in den Ursprungszustand versetzt worden war. Sie steht als älteste erhaltene Lokomotive Ungarns im Verkehrsmuseum Budapest.
Je ein weiteres Exemplar befindet sich im Eisenbahnmuseum Ljubljana (718 der Südbahn) sowie im Deutschen Technikmuseum Berlin (680 der GKB). Auch diese beiden Lokomotiven gehören zu den ältesten erhaltenen Originallokomotiven des betreffenden Staates.

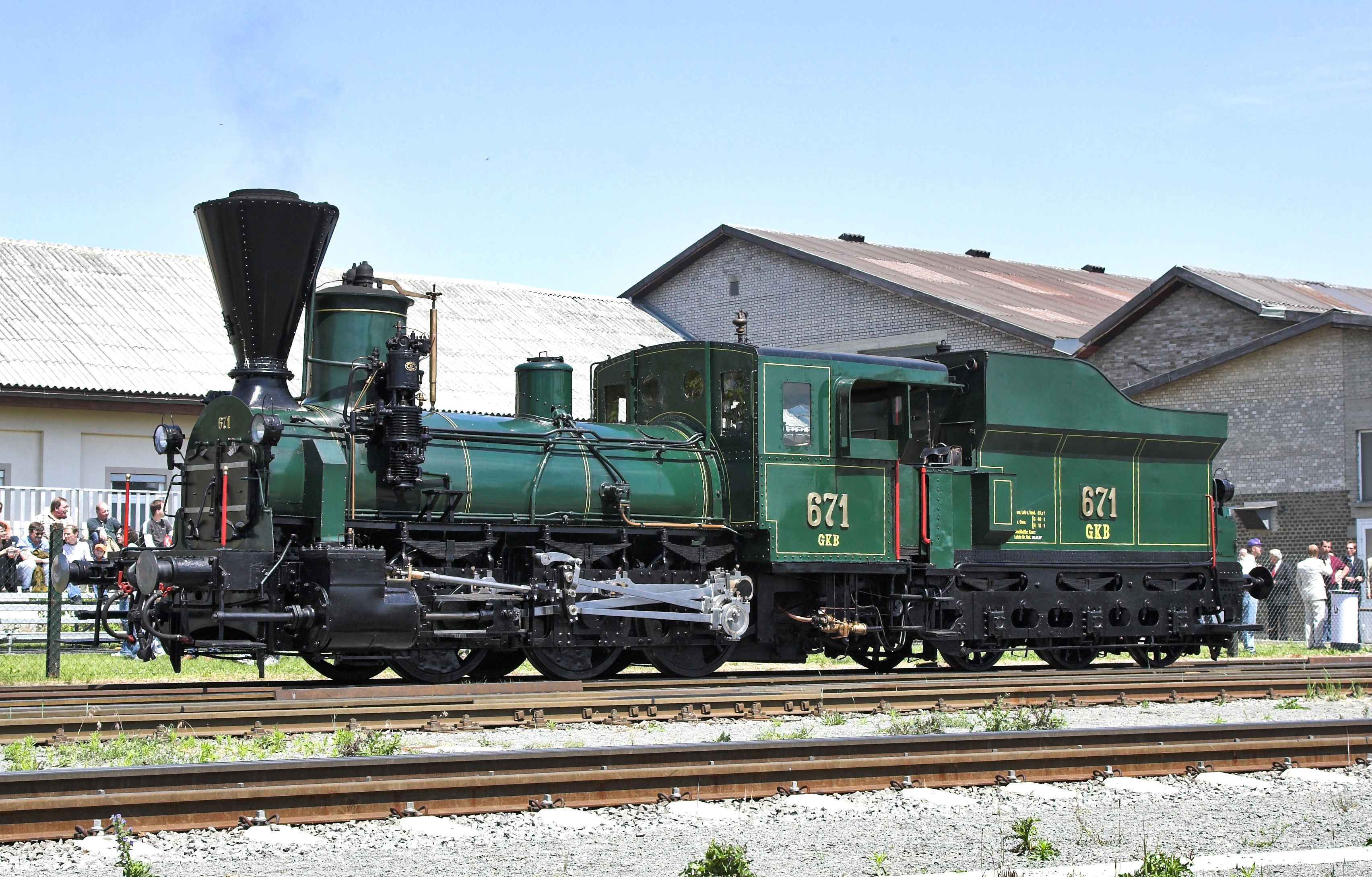
Lokomotive 671 der GKB im Grazer Köflacherbahnhof
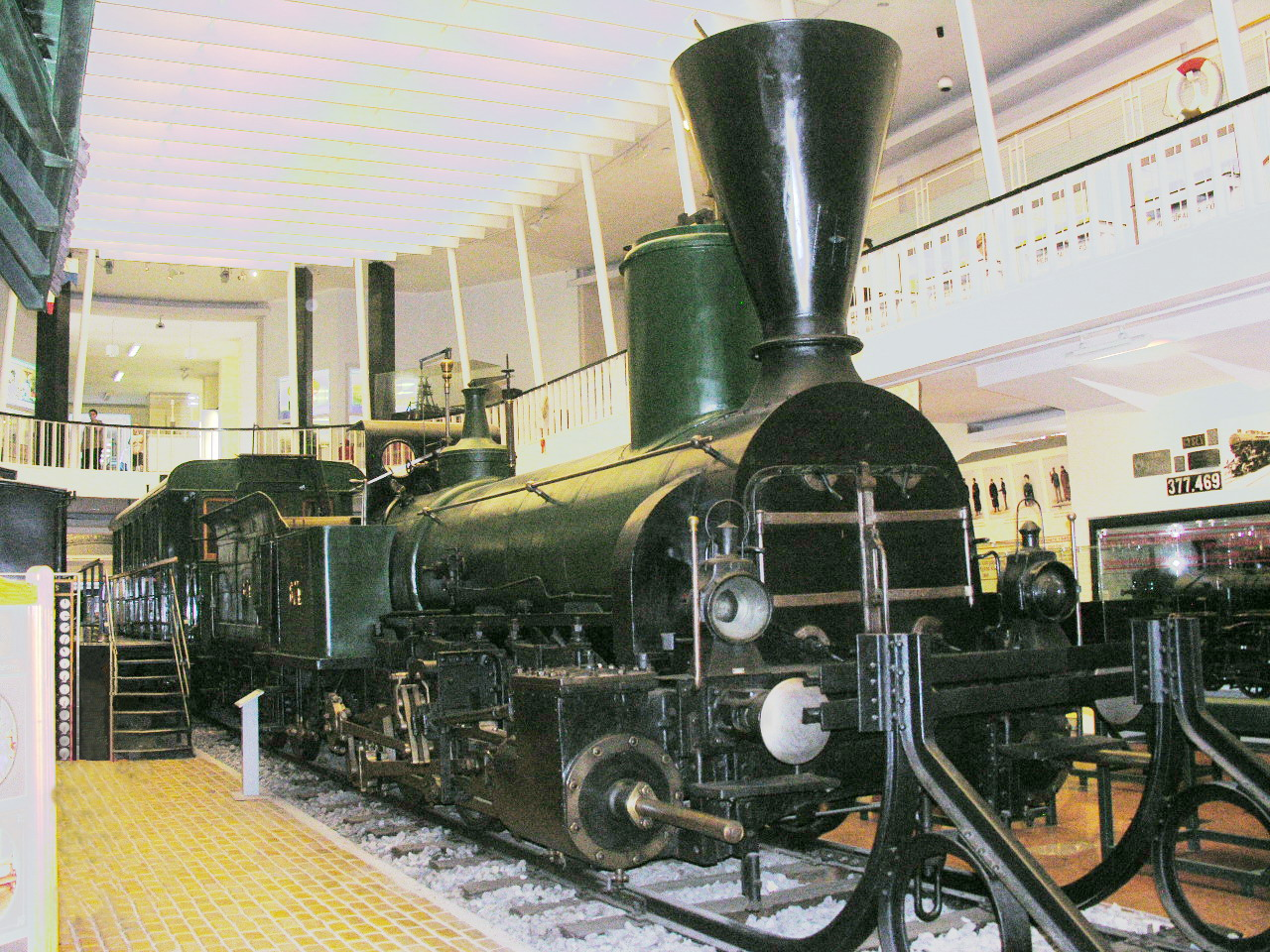
GKB-Lokomotive 674, ex 674 der SB im Verkehrsmuseum Budapest
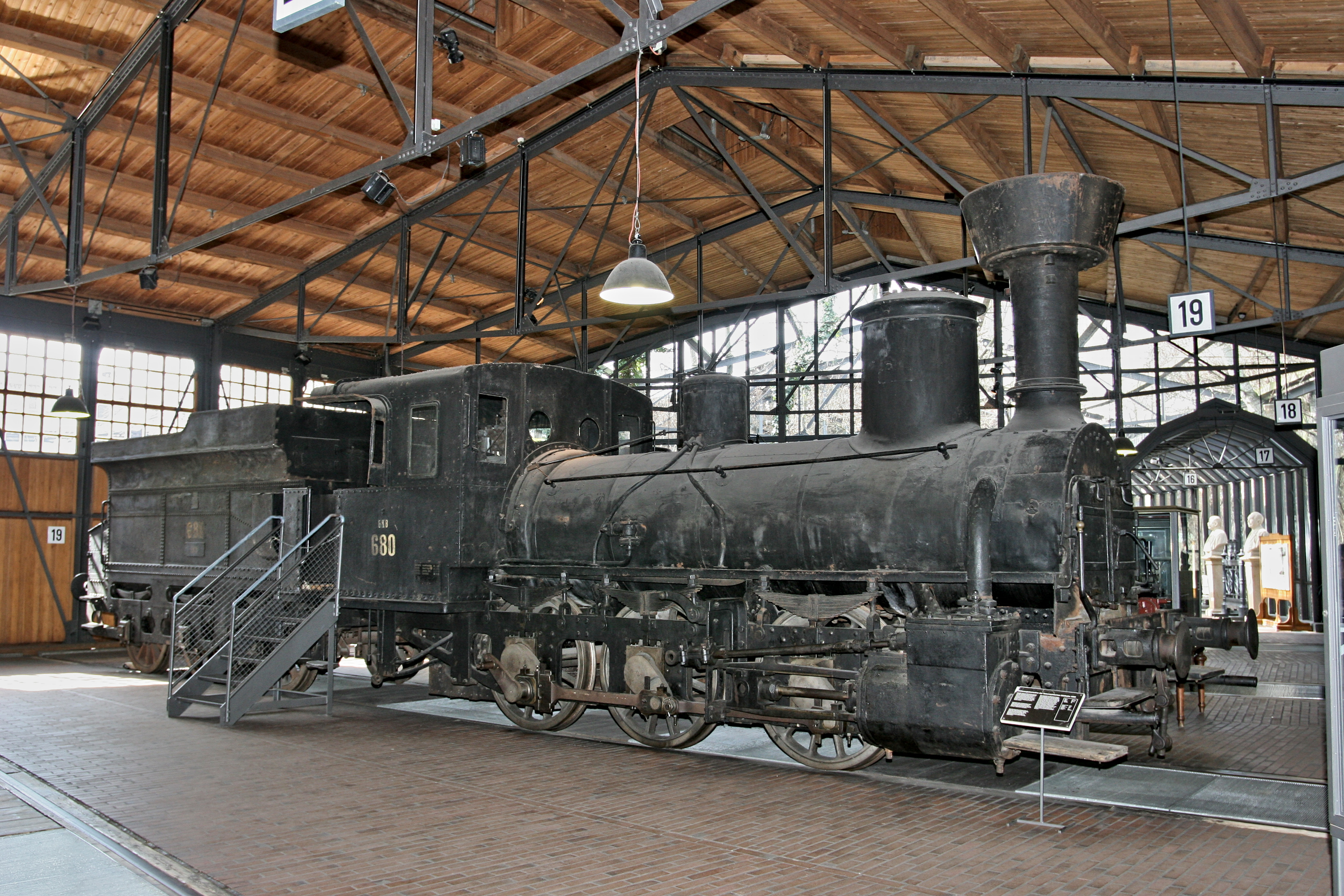
Liokomotive 680 der GKB im Deutschen Technikmuseum Berlin
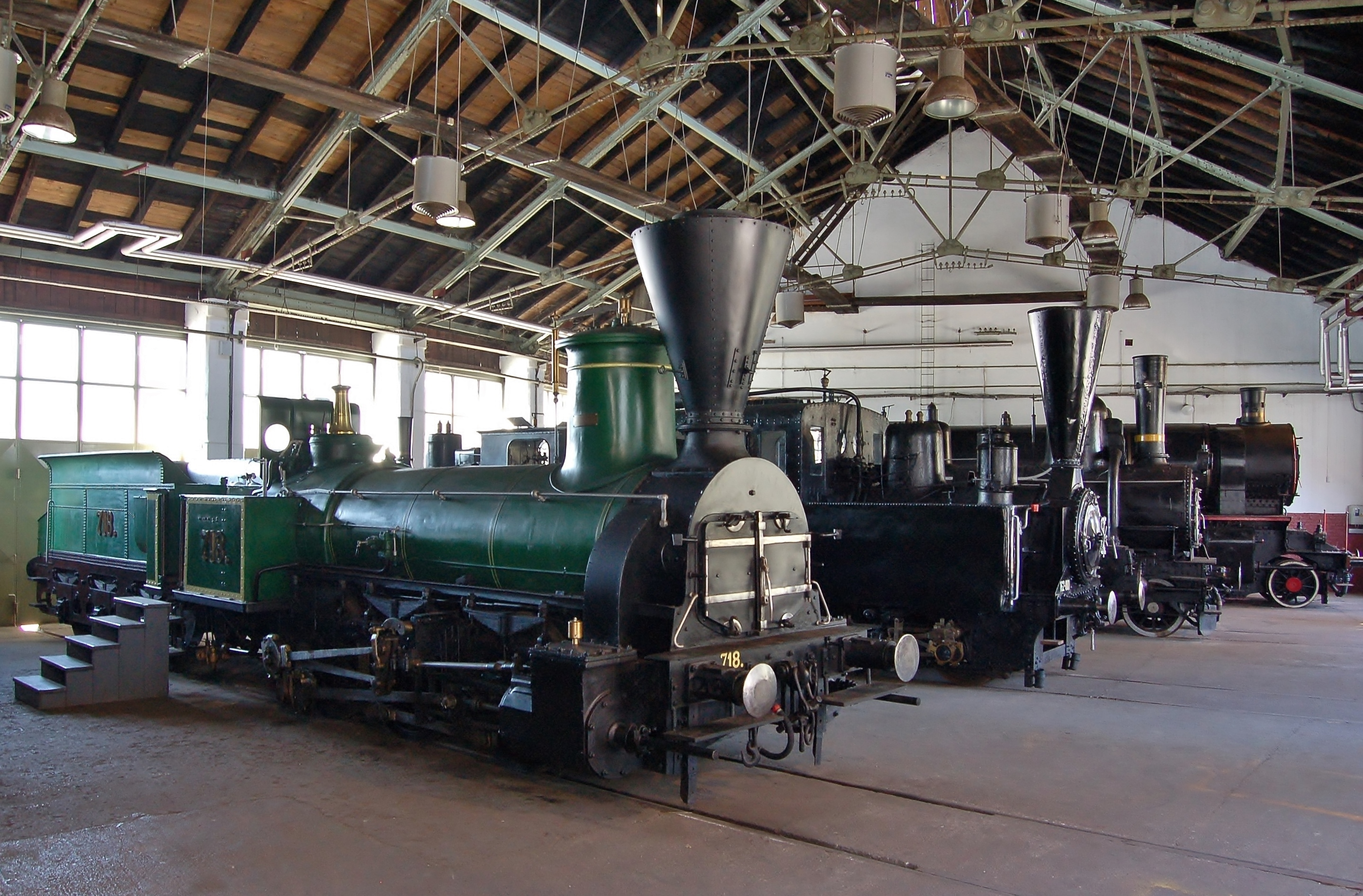
Lokomotive 718 der Südbahn im Eisenbahnmuseum Ljubljana
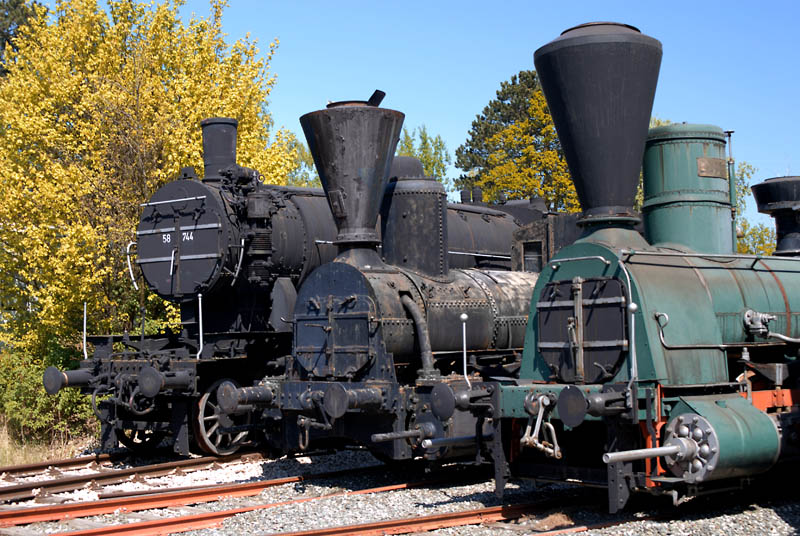
(Bildmitte) 53.7114, Eisenbahnmuseum Strasshof